# Betonbos
Het Betonbos was een terrein in de stad Groningen. Het was gelegen tussen het Damsterdiep en het Eemskanaal, ten oosten van de straat het Balkgat. 
Het terrein dankt zijn naam aan de ongeveer 350 spontaan gegroeide bomen - op 1,8 hectare - tussen de betonfunderingen van enkele voormalige, gesloopte bedrijven. Volgens onafhankelijke boomexperts is dat bos rond 1986 ontstaan. Anderen zeggen dat het nog ouder is, en daarmee mogelijk monumentaal. Het bos maakt deel uit van de Stedelijke Ecologische Structuur (SES).
Op het terrein stonden vanaf 2004 een aantal woonwagens en bouwsels die werden bewoond door ongeveer twintig stadsnomaden. Deze bewoning was illegaal, maar werd door de gemeente gedoogd.
In 2024 moest het terrein worden ontruimd in verband met de bouw van de toekomstige woonwijk Stadshavens. Een deel van de bewoners verhuisde daarop naar een terrein aan de Gideonweg.
In 2025 kwam er protest van omwonenden tegen de kap van de bomen op het terrein. Ook zijn er gerechtelijke stappen ondernomen en is een crowdfundingsactie gestart.